# District de Macossa
Le district de Macossa est une subdivision administrative de la province de Manica au nord du Mozambique. En 2007, sa population est de 27 245 habitants.

## Source de la traduction
- (en) Cet article est partiellement ou en totalité issu de l’article de Wikipédia en anglais intitulé « Macossa District » (voir la liste des auteurs).